# SYSホールディングス
株式会社SYSホールディングス（エスワイエスホールディングス）は、愛知県名古屋市東区に本社を置く日本の持株会社。

## 概要
1991年1月、愛知県名古屋市中区にソフトウェア開発業務を行う株式会社エスワイシステムを設立。その後、意思決定とコーポレート・ガバナンス強化のため、単独株式移転により2013年8月、純粋持株会社である株式会社SYSホールディングスを設立した。
グループは当社と国内連結子会社14社および国外連結子会社2社（2023年7月現在）を合わせた17社で構成され、グループ全体で総合情報サービス事業を展開している。

## 沿革
- 1991年1月 - 前身となる株式会社エスワイシステムを設立。
- 2013年
  - 8月1日 - 単独株式移転により株式会社SYSホールディングスを設立[1]。
  - 11月 - 株式会社総合システムリサーチの株式を取得し、子会社化[1]。
- 2016年1月 - 子会社の株式会社エスワイシステムがハッピーネット株式会社より事業の一部を譲受[1]。
- 2017年
  - 6月30日 - 東京証券取引所スタンダードに株式を上場[1]。
  - 11月 - 有限会社テクノフュージョン（現・株式会社テクノフュージョン）の株式を取得し、子会社化[1]。
- 2018年4月 - 株式会社オルグの株式を取得し、子会社化[1]。
- 2019年
  - 4月 - 子会社の株式会社エスワイシステムが株式会社アットワンの事業全部を譲受[1]。
  - 5月 - サイバーネックス株式会社の株式を取得し、子会社化[1]。
  - 8月 - 子会社の株式会社エスワイシステムが株式会社マスターズソリューションの事業の一部を譲受[1]。
- 2021年
  - 5月 - 株式会社レゾナント・コミュニケーションズの株式を取得し、子会社化[1]。
  - 11月 - 株式会社スレッドアンドハーフの株式を取得し、子会社化[1]。
  - 11月 - アドソル日進株式会社と業務提携[2]。
- 2022年
  - 4月 - 東京証券取引所JASDAQ（スタンダード）からスタンダード市場に移行[1]。
  - 5月 - マグナシステム株式会社の株式を取得し、子会社化[1]。
  - 7月 - 子会社の株式会社オルグが同じく子会社のマグナシステム株式会社を吸収合併[1]。
  - 11月 - 株式会社ネットパーク21の株式を取得し、子会社化[1]。
  - 11月 - つくばソフトウェアエンジニアリング株式会社および同社の子会社である、THAI SOFTWARE ENGINEERING CO.,LTD.の株式を取得し、子会社化[1]。
  - 11月 - 株式会社アシックの株式を取得し、子会社化[1]。
  - 11月 - 株式会社アイガの株式を取得し、子会社化[1]。
- 2023年8月 - 子会社の株式会社エスワイシステムが株式会社アシックを吸収合併[1]。
- 2024年
  - 8月1日 - 株式会社アダムアップの株式を取得し、子会社化[3]。
  - 8月1日 - 株式会社SUNシステムズの株式を追加取得し、子会社化[4]。

## 子会社
- 株式会社エスワイシステム
- 株式会社SYI
- 株式会社エス・ケイ
- 株式会社総合システムリサーチ
- 株式会社グローバル・インフォメーション・テクノロジー
- 株式会社テクノフュージョン
- 株式会社オルグ
- サイバーネックス株式会社
- 株式会社レゾナント・コミュニケーションズ
- 株式会社スレッドアンドハーフ
- 株式会社ネットパーク21
- つくばソフトウェアエンジニアリング株式会社
- 株式会社アイガ
- シー・アイ・システム株式会社
- 株式会社マリオン
- 株式会社SUNシステムズ
- 株式会社アダムアップ
- PT.SYS INDONESIA
- THAI SOFTWARE ENGINEERING CO.,LTD.